# Das Leben ist kein Ponyhof
Das Leben ist kein Ponyhof ist ein Webcomic des Humor-Genres, den Zeichnerin und Autorin Sarah Burrini in Stripform gestaltet hat und der von Mai 2009 bis April 2020 erschien. Der Titel bezieht sich auf das gleichlautende geflügelte Wort.
Neben Einzelstrips und kurzen themenverwandten Sequenzen wurden immer wieder über mehrere Wochen bis Monate laufende Geschichten erzählt, wobei auch hier die Einheit des Strips im Wesentlichen gewahrt bleibt. Nur vereinzelt brechen großformatige Beiträge das Format auf.

## Veröffentlichung

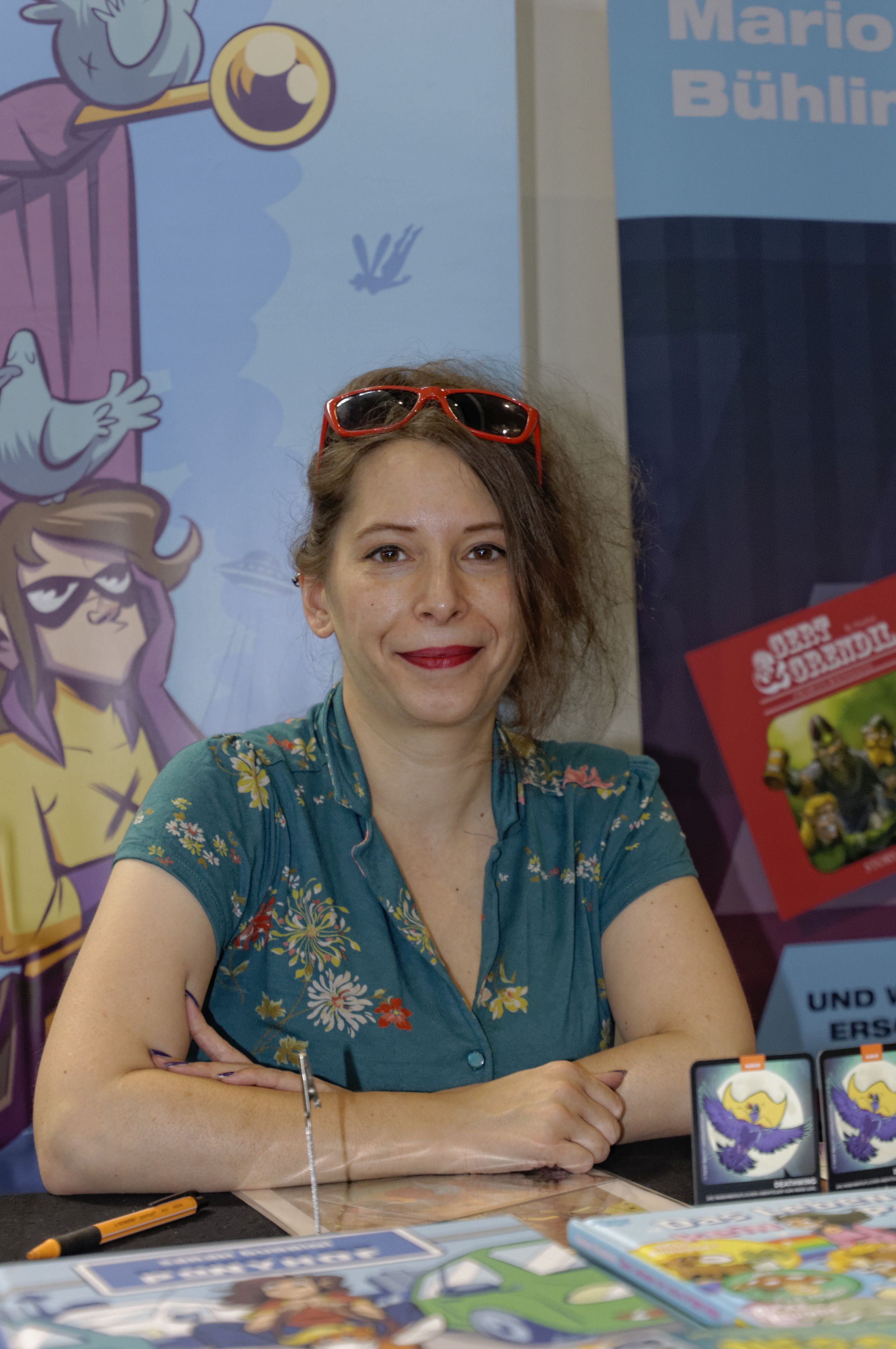
Sarah Burrini, Autorin der Serie, auf der Comic Con Germany 2018

Die Serie erschien seit dem 18. Mai 2009 regelmäßig am Montag, seit August 2009 zusätzlich am Donnerstag auf Sarah Burrinis Webseite. Während Reisen und Urlauben wurde sie üblicherweise mit Gastbeiträgen befreundeter Künstler vertreten (mehrfach etwa Mario Bühling, Erik, Andreas Eikenroth und David Füleki). Eine weitere Ausnahme im Veröffentlichungsrhythmus sind Perioden, in denen, aus Termindruck durch andere Comicprojekte, nur einmal pro Woche, jeweils montags, ein neuer Strip veröffentlicht wurde. Im Herbst 2011 war dies wegen Astrum Noctis für acht Wochen der Fall, von 24. Juni 2013 an war ein noch nicht näher vorgestellter Comic von über 100 Seiten Umfang für einen US-Verlag der Grund dafür.
Parallel zur deutschen Version erscheinen die Strips auch in englischer Übersetzung als Life Ain't No Ponyfarm, auch wenn diese Version seit Herbst 2012 in Verzug geraten ist und im Vergleich zur deutschen Lücken aufweist.
Nach der Webveröffentlichung werden die Strips auch in gedruckter Form publiziert, zuerst geschah dies mit der englischen Fassung. Das 24 Seiten umfassende Heft, das Anfang 2010 für ein Festival in London und eines in Portland angefertigt wurde, enthielt eine kleine Auswahl früher Strips. Auf Deutsch erschien nach einem um gut 40 % gekürzten Abdruck der Geschichte Free Ngumbe im Magazin Comix 09/2010 zwei Bände beim Verlag Zwerchfell im Juni 2011 und Mai 2013. Im Juni 2016 folgte ein dritter Band bei Panini.

## Quarks
Als eine Art Urform (entstanden 2006–2008) zum Ponyhof beinhaltet der Comic Quarks bereits das Stammpersonal der späteren Serie. Die Protagonistin heißt hier aber noch nicht Sarah, sondern Elena. Die sechs Kurzgeschichten von 3 bis 20 Seiten Länge sind noch im Din-A-Seitenverhältnis ausgeführt, statt im Stripformat. Die vorletzte Episode, Dinge, die ich bereue, erschien im Mai 2008 im Comicgate-Magazin 3, eine überarbeitete Fassung (in der u. a. aus Elena wieder Sarah wurde) aller fertiggestellter Geschichten erschien 2012 unter dem Titel Das Leben ist kein Ponyhof – The Early Years in der Edition Kwimbi.

## Figuren
Die „Ponyhof-Wohngemeinschaft“:
- Sarah: Alter Ego der Schöpferin des Comics. In ihren Eigenschaften und erlebten Begebenheiten findet sich teilweise Autobiographisches, ohne dass man die Figur und Person zusammenlegen kann. Sarah, die Comicfigur, hat auch keinen ausgewiesenen Nachnamen.
- Ngumbe: Der afrikanische Zwergelefant ist am längsten Mitbewohner von Sarah. Seinen ersten Auftritt hatte er bereits vor Quarks in einem vierseitigen Kurzcomic von 2005, veröffentlicht in PonyXPress Nr. 1.[Blog 5] Er pflegt ein misanthropisches Image und hat eine Vorliebe für Jazz, insbesondere Miles Davis.
- El Pilzo: Der Fliegenpilz hat eine Vergangenheit als Pro-Wrestler, ein Talent für außergewöhnliche heimwerkerische und geschäftliche Betätigungen und ein sehr freches Mundwerk.
- Butterblume: Das Pony erweckte hingegen zunächst den Anschein, überhaupt nicht sprechen zu können, auch wenn manche Gastzeichner dies nicht so recht glauben wollten. In der über mehrere Strips fortlaufenden Geschichte Das Mafia Tagebuch wird dafür eine Erklärung geliefert, ohne dass es danach aber sonderlich gesprächiger geworden wäre.
- Kevin-Asmodias: Der Dämon ist als letzter dazugestoßen und taucht damit im Gegensatz zu den anderen noch nicht in Quarks auf. Seinen ersten sichtbaren Auftritt hatte er im Strip vom 31. Oktober 2011, seinen Namen erhielt er am 22. Dezember des gleichen Jahres. Er entfloh der Hölle, nachdem seine Eltern seine Hellboy-Comics verbrannten. Sie betrachteten sie als Schund, weil darin ein Dämon der Menschheit hilft. Er quartierte sich kurzerhand nach Lektüre des ersten Ponyhof-Bandes von Zwerchfell in der WG ein. Er ist, wie Sarah, bekennender Nerd.

Weitere häufig wiederkehrende Figuren:
- Dennis: Ein Schulfreund von Sarah, den sie im Strip vom 31. Mai 2010 nach vielen Jahren wieder traf und der schon bald ihr dauerhafter Love Interest wird.
- Lorna: Eine Grafikerin und gute Freundin von Sarah, die kurz vor Dennis, am 20. Mai 2010, ihren ersten Auftritt in der Serie hatte. Größere Bedeutung für den Strip erlangte sie, als sie in der Episode vom 1. Dezember 2011 zusammen mit Sarah ein neues, gemeinsames Atelier sucht und wenig später bezog. Lorna ist Abbild einer realen Person, der freischaffenden Illustratorin Lorna Egan, die auch den Ponyhof-Gaststrip vom 12. April 2010 gestaltet hat.[Blog 6][Blog 7]
- Shu Thu Zar: Die Elefantendame lernte Ngumbe erstmals am 1. März 2010 kennen, als er im Kölner Zoo eingesperrt war. Sie ist nach dieser, Free Ngumbe benannten Episode noch in zwei weiteren über mehrere Strips laufenden Fortsetzungsgeschichten, Ngumbes Quest und Körpertausch! Ngumbes „Turteltonne“.
- Kitty Litter: Sarahs Nachbarin führt unter diesem Pseudonym eine Truppe von selbstgefälligen Superhelden an, die mit Sarah in ihrer Verkleidung als Nerd Girl aneinandergeraten. Ihre „Spezialfähigkeit“ ist es, mentale Kontrolle über Katzenbabys erlangen zu können. Ihren ersten Auftritt hatte sie am 17. Januar 2013, ihr Kater Mister Schnuffelfluff (von Ngumbe auch Nahkampfwaffe genannt) tauchte bereits eine Woche zuvor, am 10. Januar, auf.
- Herr Piepenbrock: Ein rechter Vogel aus der Nachbarschaft, über den sich Ngumbe oft ärgern muss.

## Preise
Bereits 2010, als der Sondermann der Frankfurter Buchmesse um die neue Kategorie „Webcomic“ erweitert wurde, war der Ponyhof unter den vier nominierten Titeln, 2012 gewann Sarah Burrini dann damit diesen Preis. Davor, 2011 wurde er beim Comicfestival München mit dem PENG! in der Kategorie „Bester deutscher Online-Comic“ ausgezeichnet. Ebenfalls 2011 erhielt das Buch Das Leben ist kein Ponyhof den erstmals vergebenen Goldenen Gartenzwerg des Comicgarten Leipzig. (Ein Preis, bei dem eine Jury zwölf monatliche Nominierungen vergibt, aus denen sie im Comicgarten den Gewinner küren.)
2018 erhielt Das Leben ist kein Ponyhof den Max-und-Moritz-Preis als bester deutschsprachiger Comic-Strip.

## Rezeption in der Presse
Lars von Törne erkennt in der Rezension des ersten Zwerchfell-Bandes im Tagesspiegel die makellosen, klaren Zeichnungen voller spielerischer Reflexionen über die Grenzen und Möglichkeiten des Mediums Comic an und schätzt die Dialoge und Minidramen, die vor Bezügen zum realen Leben und zur Popkultur strotzen – und die neben meist treffsicheren Pointen jede Menge Lebensweisheit in leicht konsumierbaren Dosen enthalten.
Ole Frahm schreibt in der Frankfurter Rundschau anlässlich Burrinis zweiter Nominierung zum Sondermann: Ihre Panels warten mit vielen liebevollen Details auf. Bei einer Game-Convention steht etwa der Spielteufel mit dem Fliegenpilz in einer Schlange für „The Michael Jackson Dance Experience“ an, „die einzige unter zwei Kilometern“, während im Hintergrund auf einem Plakat für das Spiel „Call of Mutti“ geworben wird.

## Buch-Ausgaben
- 2011: Das Leben ist kein Ponyhof (gesammelte Webcomics vom 18. Mai 2009 – 30. Dezember 2010). Zwerchfell-Verlag, Stuttgart, ISBN 978-3-928387-95-8.
  - Nachdruck 2014. Panini/Zwerchfell, Stuttgart, ISBN 978-3-8332292-0-6.
- 2012: Das Leben ist kein Ponyhof – The Early Years. Edition Kwimbi, Köln
- 2013: Das Leben ist kein Ponyhof 2 – Willkommen in der Realität (gesammelte Webcomics vom 3. Januar 2011 – 27. September 2012). Zwerchfell-Verlag, Stuttgart, ISBN 978-3-943547-07-8.
  - Nachdruck 2015. Panini/Zwerchfell, Stuttgart, ISBN 978-3-8332-2981-7.
- 2016: Das Leben ist kein Ponyhof 3 – Nerd Girl gibt nie auf (gesammelte Webcomics vom 8. Oktober 2012 – 12. Januar 2015). Panini, Stuttgart, ISBN 978-3-8332-3360-9.
- 2020: Das Leben ist kein Ponyhof 4 – Das Internet schlägt zurück! (gesammelte Webcomics vom 19. Januar 2015 – 24. Februar 2020). Edition Kwimbi, Köln, ISBN 978-3-947698-14-1.